# Predor pod Rokavskim prelivom
Predor pod Rokavskim prelivom, tudi Evrotunel (angleško Channel Tunnel, znan tudi pogovorno kot Chunnel, francosko Tunnel sous la Manche), je železniški predor, ki je speljan pod Rokavskim prelivom med Veliko Britanijo in Francijo med krajema Folkestone (Kent, Anglija) na otoku in Coquelles (Pas-de-Calais, Francija). Dolg je 50,5 km, od tega 37,9 km pod morskim dnom, s čimer je za japonskim predorom Seikan drugi najdaljši predor na svetu, še vedno pa ima najdaljši odsek speljan pod morskim dnom.
Predor sestavljajo tri cevi; glavni cevi imata 7,6 m premera in sta 30 m narazen, med njima pa je servisni tunel, širok 4,8 m. Na vsakih 375 m je prečna cev, ki povezuje glavna predora s servisnim, na vsakih 250 m pa še tlačna cev med glavnima predoroma, ki služi za uravnavanje zračnega tlaka ob prehodu vlakov. Poleg teh povezav sta vzdolž predora še dve večji podzemni dvorani, v kateri se odpirajo vse cevi.
Vrtanje predora se je pričelo leta 1988 z obeh strani hkrati. Speljan je po plasti krednega laporja, ki poteka skoraj neprekinjeno po vsej razdalji in je zaradi nepropustnosti, moči ter razmeroma enostavnega kopanja posebej primeren za predor. Najgloblja točka predora je 75 m pod morsko gladino. Delavci so prvič prebili zid med stranema 30. oktobra 1990 in brez posebnega pompa izvrtali 5 cm široko pilotsko cev. 1. decembra tega leta sta skozi odprtino splezala prva človeka. Predor sta uradno odprla britanska kraljica Elizabeta II. in francoski predsednik François Mitterrand na proslavi v Calaisu 6. maja 1994.
Skozi predor vozijo hitri potniški vlaki Eurostar, vlaki z avtomobilskimi vagoni Eurotunnel Shuttle in mednarodni tovorni vlaki. V Franciji je povezan s hitro progo LGV Nord, ki vodi do Pariza in meje z Belgijo, na angleški strani pa s hitro progo High Speed 1 do Londona. Avtomobilska terminala na vsaki strani imata avtocestne povezave s preostankom države.